# Лапочка (фильм)
«Ла́почка» (англ. Honey) — молодёжная музыкальная мелодрама 2003 года, выпущенная компанией Universal Pictures. Изначально на главную роль была подтверждена певица Алия, но, после её смерти, на главную роль была избрана Джессика Альба.

## Сюжет
Действие фильма происходит в Нью-Йорке. Хани Дэниелс — барменша, работающая в клубе, благодаря чему она с подругой Джиной может бесплатно проводить свободное время в этом же клубе. После окончания работы Хани решает потанцевать, и она танцует так, что все в клубе восхищаются. Один из её танцев снимает на камеру случайный посетитель. Потанцевав, Хани с подругой отправляются освежиться, но по пути ввязывается в ссору с профессиональной танцовщицей Катриной, назвавшей её бездарностью. На улице они встречают подростков, танцующих под битбокс. Хани приглашает их в школу танцев, где она обучает хип-хоп-танцам, но из всех соглашается прийти только Реймонд. Однако на следующий день приходит вся компания, включая Бенни, старшего брата Рэймонда, но они отказываются танцевать в группе, и в итоге уходят через 3 минуты. После урока Хани отправляется в Мидтаун на кастинг танцовщиц для клипов, но не попадает на него, поскольку она не профессиональная танцовщица, а открытые пробы проходят лишь до полудня.
Тем временем в Эллис Продакшн главный директор и режиссёр кампании Майкл Эллис замечает талант Хани на видеозаписи, снятой в клубе. Он приходит в этот клуб и приглашает Хани на пробы. На следующее утро она всё же решается позвонить в компанию. Вечером Майкл ей перезванивает и приглашает прийти на пробы через 2 дня. На пробах она очень волнуется, но Майкл помогает ей справиться с волнением, и в итоге она ставит движения в клипе Jadakiss & Sheek Louch — J-A-D-A. Позже, в ресторане, Хани обещает снять на день рождения Джины лимузин и отправиться в Атлантик-Сити. В это время по телевизору показывают клип J-A-D-A, который видят подруги, а также Чез — баскетболист, влюблённый в Хани, и Реймонд с Бенни, причём последний замечает в клипе свои танцевальные движения. После этого Майкл так загружает работой Хани, что у неё не остаётся времени на уроки танцев. После 2-х клипов, в клубе, Майкл предлагает Хани место хореографа. Позже, на улице, она встречает возле парикмахерской Реймонда, который просит её пойти с ним. Там она встречает Чеза, который давно симпатизирует ей, и ему удаётся пригласить Хани на ужин, та соглашается, но не может определиться со временем из-за работы. После стрижки Хани идёт с Реймондом в кафе, а после провожает его до дома, где узнаёт, что Реймонда не особо любят в семье. Вечером, на работе, когда она ставит танец для очередного клипа, Майкл говорит ей, что «чего-то не хватает», и она, во время перерыва, находит новые танцевальные движения в баскетболе.
На следующее утро Хани отказывается от своего обещания Джинни о поездке в Атлантик-Сити из-за напряжённого графика и обещает ей съездить в другой день. Позже, выйдя на улицу, она встречает Реймонда, сидящего на крыльце её дома. Он сообщает, что Бенни не появлялся в школе из-за того, что их отчим опять напился и разбил Бенни губу. Ханни помогает Реймонду в поисках брата, и они находят его в ресторане. Там она предлагает Бенни роль её помощника для клипа Tweet, если он перестанет прогуливать школу, на что он соглашается. После снятия клипа, в ресторане, Хани предлагает Майклу идею для очередного клипа, которую предложил ей Бенни; суть клипа в том, что танцоры — дети. Вечером она приходит в школу, где преподавала танцам, и говорит, что их (подростков) возьмут в клип. Вечером, возвращаясь домой, её встречает наркоторговец B.B. и говорит, чтобы Хани передала Бенни, чтобы тот заглянул к нему, на что Хани отвечает отказом. В разговор вмешался Чез, и B.B. ушёл. На следующее утро мама Ханни говорит ей, что в здании, где Ханни преподаёт танцы, прорвало трубу, и неизвестно, откроется ли школа вновь. Вечером они с Чезом начинают встречаться, Чез в своём салоне рассказывает ей о своей жизни, в частности, почему он не встал на путь криминала.
Следующим утром, Хани, прогуливаясь с собакой, замечает здание на продажу, подходящее для школы танцев, и решает приобрести его, оплатив половину сейчас и половину через 30 дней. Днём проходит репетиция с детьми для клипа, после которой Майкл зовёт её на важную встречу, из-за которой Хани придётся отказаться от поездки в Атлантик-Сити с подругой Джиной. Позже оказалось, что это не встреча, а всего лишь вечеринка. На этой вечеринке Майкл начинает приставать к Хани и получает пощёчину. На следующий день, во время съёмок клипа с детьми, Майкла всё не устраивает, и он заявляет, что в клипе не будет детей, и приглашает на место главной танцовщицы Катрину. После провала в танцах Бенни вновь возвращается в свою старую компанию, занимающуюся мелким воровством и торговлей наркотиками. И вот, в очередной раз продавая наркотики, ему попадается полицейский, который тут же ловит его.
В это время Хани пытается найти работу в других кампаниях, но ей везде отказывают, поскольку всех подкупил Майкл. Хани старается продлить срок отдачи долга за здание, и ей отказывают; после, за ужином, она просит денег у родителей, но у них нету нужной суммы. После ужина она отправляется мириться с подругой Джиной. Джина прощает её и говорит, чтобы Хани продолжала верить в себя и не бросала свои цели. Чез тоже поддерживает её и обещает помочь всем, чем может. Во время прогулки с ним Хани решает устроить благотворительное представление и собрать деньги на билетах. Чез договаривается снять здание для этого мероприятия. Хани с друзьями начинают подготовку к представлению — приводят здание в порядок, размещают рекламу, раздают приглашения, репетируют. Между тем Хани навещает Бенни в тюрьме и приглашает встретиться, на что Бенни отвечает отказом, но позже он всё же придёт. Тем временем Майкл старается угодить Мисси Элиот, предлагая Катрину, но Мисси нужна лишь Хани. В итоге Майкл приходит к Хани с извинениями и пытается вернуть её к себе, но Хани отказывается. В итоге на шоу приходит много людей, среди которых есть акционеры, заинтересованные в финансировании подобных проектов.

## Актёры и персонажи
- Джессика Альба — Хани Дэниелс — главная героиня фильма, талантливая 22-летняя танцовщица, учитель хип-хоп танцев, подрабатывающая барменом в ночном клубе и продавщицей в магазине. Раньше занималась балетом. Мечтает открыть собственную школу танцев, в которой будет обучать детей для того, чтобы те не пошли в криминал. Однажды её случайно снимают танцующей в клубе, и она, благодаря Майклу Эллису, становится сначала танцовщицей в клипах, а после хореографом. Однако, после приставаний Майкла, теряет эту работу, и решает устроить благотворительный концерт для сбора средств на открытие школы.
- Мехи Файфер — Чез — тайно влюблён в Хани, которая ему тоже симпатизирует. Занимается баскетболом и держит парикмахерскую «У Чеза», где сам же работает парикмахером. Несколько раз пытался поговорить с ней, но беседу не удавалось развить больше пары фраз. В итоге ему всё же удалось пригласить её на ужин в парикмахерской, куда она пришла с Реймондом, чтобы поддержать его. Вырос в опасном районе, но бывший хозяин парикмахерской предложил Чезу работу уборщика, а через 10 лет, перед смертью, хозяин завещал ему эту парикмахерскую.
- Ромео Миллер[англ.]-- Бенни — подросток, проводящий много времени на улице в компании друзей. Старший брат Рэймонда. Работал на B.B. — продавал наркотики, из-за чего однажды попадает в тюрьму. Скептически относится к урокам Хани, предпочитая придумывать собственные движения во время танца.
- Захари Уильямс[англ.]— Рэймонд — скромный мальчик, увлекающийся танцами. Младший брат Бенни. Живёт в неблагополучной семье, Хани и Бенни единственные, кто о нём по-настоящему заботится.
- Дэвид Москоу — Майкл Эллис — главный директор и режиссёр компании Эллис Продакшн. Увидев Хани на видео, сразу же предлагает ей главные роли в клипах, делая эти лишь для того, чтобы добиться её расположения. После отказа Хани быть его девушкой мстит ей, наняв её соперницу Катрину и уволив её со своей работы танцовщицы без возможности устроиться в другую кампанию.
- Джой Брайант — Джина — лучшая подруга Хани. Сильно верит в успех подруги, даже сильнее самой Хани. При этом не верит в свой успех, уделяя себе лишь роль подруги знаменитости. При этом совершенно не жалеет об этом. Работает с Хани продавщицей в магазине.

### Второстепенные персонажи
- Лонетт Макки[англ.] — мама Хани, недовольна занятием дочери, хочет, чтобы она обучала балету в профессиональной школе. Мечтает о благополучии дочери, поэтому скептически относится к её работе учителем хип-хоп-танцев.
- Антони Шервуд[англ.] — отец Хани.
- Вестли Уильямс[англ.] — B.B., наркоторговец.
- Мисси Элиот — в роли себя, певица.
- Лорианн Гибсон[англ.] — танцовщица, соперница Хани.

## Саундтрек
Саундтрек был выпущен в 2003 году лейблом Elektra, содержит музыку жанров хип-хоп и R&B. Саундтрек в 2003 году занял 105 место в чарте Billboard 200, 47 место в Top R&B/Hip-Hop Albums и 6 в Top Soundtracks.

### Список композиций
| №                   | Название            | Автор(ы)                                 | Длительность |
| ------------------- | ------------------- | ---------------------------------------- | ------------ |
| 1.                  | «Hurt Sumthin»      | Мисси Элиот                              | 3:32         |
| 2.                  | «I'm Good»          | Blaque                                   | 3:35         |
| 3.                  | «Gimme the Light»   | Sean Paul                                | 3:47         |
| 4.                  | «React»             | Erick Sermon, Redman                     | 3:39         |
| 5.                  | «Leave Her Alone»   | Nate Dogg, Memphis Bleek, Freeway        | 4:08         |
| 6.                  | «Ohh Wee»           | Mark Ronson, Ghostface Killah, Nate Dogg | 3:29         |
| 7.                  | «It's a Party»      | Tamia                                    | 3:23         |
| 8.                  | «Thugman»           | Tweet, Мисси Элиот                       | 3:44         |
| 9.                  | «Now Ride»          | Fabolous                                 | 2:51         |
| 10.                 | «J-A-D-A»           | Jadakiss, Sheek Louch                    | 3:45         |
| 11.                 | «Think of You»      | Amerie                                   | 3:47         |
| 12.                 | «Closer»            | Goapele                                  | 3:50         |
| 13.                 | «I Believe»         | Yolanda Adams                            | 3:45         |
| Общая длительность: | Общая длительность: | Общая длительность:                      | 57:37        |